# 张思民
张思民（1962年—），辽宁绥中人，回族，中华人民共和国政治人物，中国共产党党员，第十一届全国人民代表大会广东地区代表。

## 生平
毕业于哈尔滨工业大学政治经济学专业。担任深圳海王药业有限公司董事长。2008年起担任全国人大代表。
作为深圳海王集团股份有限公司掌门人，张思民控制着庞大的“海王系”产业版图，横跨医药、房地产、教育、传媒、金融以及大健康等多个领域，并曾一度拥有3家上市公司。